# Lucía Guerrero
Lucía Guerrero (* 16. Juni 1993 in Madrid) ist eine spanische Schauspielerin.

## Leben und Karriere
Lucía Guerrero wurde am 16. Juni 1993 in Madrid geboren. Sie studierte an der New York Film Academy. Ihr Debüt gab sie 2010 in der Fernsehserie Karabudjan. Im selben Jahr trat sie in Doctor Mateo auf. Anschließend wurde sie 2011 für die Serie Águila Roja gecastet. Zwischen 2012 und 2013 war sie in Luna, el misterio de Calenda zu sehen. Unter anderem setzte sie 2014 ihre Karriere in Entschuldige, ich liebe Dich! fort. 
2017 bekam Guerrero in der Serie Perdóname, Señor die Hauptrolle. Ihre nächste Hauptrolle bekam Guerrero 2020 in der Serie El Cid. Von 2022 bis 2023 spielte sie in Willkommen auf Eden eine Nebenrolle.

## Filmografie
Filme
- 2012: Grupo 7
- 2014: Entschuldige, ich liebe Dich! (Perdona si te llamo amor)
- 2015: Truman
- 2016: Money
- 2017: Demonios tus ojos
- 2021: Driven
- 2023: Nato 0. El origen del mal

Serien
- 2010: Karabudjan
- 2010: Doctor Mateo
- 2011: Águila Roja
- 2011: La Gira
- 2012–2013: Luna, el misterio de Calenda
- 2017: Perdóname, Señor
- 2018: Cúpido
- 2018: El Continental
- 2019: The Mallorca Files
- 2020–2021: El Cid
- 2022–2023: Willkommen auf Eden (Bienvenidos a Edén)
- 2023: Camilo Superstar
- 2024–2025: Ena. La reina Victoria Eugenia
- 2024–2025: Sanctuary